# キム・ソヨン (アナウンサー)
キム・ソヨン（ハングル表記：김소영、1987年10月22日 - ）は、大韓民国のアナウンサー。2012年から2017年まで文化放送 (MBC) に所属してアナウンサーとして活動し、ニュースキャスターを務めた。周囲の引き留めにもかかわらず、2017年にMBCを退局して書店経営を中心とする会社を始めた。2019年には会社社長として3つ目の書店を開店させた。その後もテレビ番組で司会進行を務めている。
2014年の第6回全国同時地方選挙の際には公明選挙広報大使を務めた。同年「肥満予防の日」広報大使も務めた。